# Stidzaeras evora
Stidzaeras evora är en fjärilsart som beskrevs av Druce 1906. Stidzaeras evora ingår i släktet Stidzaeras och familjen björnspinnare. Inga underarter finns listade i Catalogue of Life.